# هنری با من برقص
هِنری با من برقص (انگلیسی: Dance with Me, Henry) آخرین فیلم از مجموعه فیلم‌های ابوت و کاستلو به کارگردانی چارلز بارتون محصول سال ۱۹۵۶ کشور ایالات متحده آمریکا است.